# Ámina
Ámina bint Wahb (psána též Amina, Ámna a podobně; arabsky آمنة بنت وهب; zemřela kolem roku 577) byla matkou Mohameda, proroka islámu. V arabštině se jí většinou říká Umm an-Nabíj („Matka Prorokova“).
Ámina byla dcerou Wahba ibn ʿAbd Manáfa. Provdala se za ʿAbdalláha ibn ʿAbd al-Muttaliba, který se stal Mohamedovým otcem, jenž však zemřel ještě před prorokovým narozením. Mohamed byl brzy po narození předán do péče chůvy jménem Halíma. Ta později (snad vzhledem k chlapcovým epileptickým záchvatům) nabyla přesvědčení, že malý Mohamed je posedlý démony, a kolem roku 575 chlapce vrátila matce. Sama Ámina zemřela kolem roku 577, když bylo Mohamedovi asi šest let. Jakút ar-Rúmí uvádí ve svém Zeměpisném slovníku tři místa, kde by mohl být Áminin hrob. Podle Muhammada ibn Saʿda je její hrob v al-Abwě na cestě mezi Mekkou a Medínou.
V nejstarších sbírkách hadísů je několik zpráv o Mohamedově návštěvě hrobu jeho matky. Traduje se, že v přítomnosti několika svých společníků prosil Boha o odpuštění pro Áminu, ale jeho přímluva nebyla vyslyšena. Tato událost prý byla podnětem následujícího verše Koránu: „Nepřísluší prorokovi ani věřícím, aby prosili za odpuštění pro modloslužebníky, byť i to byli blízcí příbuzní, poté, co jim bylo jasně ukázáno, že stanou se obyvateli ohně.“ (súra 9, verš 114)
Z tradice kolem tohoto verše se odvodilo, že matka proroka zůstala pohankou, a proto přišla do pekla. O problematice prorokových rodičů se v islámské teologii debatuje od 10. století.